# Futalognkozaur
Futalognkozaur (Futalognkosaurus dukei) – zauropod z rodziny tytanozaurów (Titanosauridae). Jego nazwa znaczy „wielki szef jaszczurów”; przydomek pochodzi od firmy Duke Energy, która  sfinansowała prace poszukiwawcze.
Żył w epoce późnej kredy (ok. 87-80 mln lat temu) na terenach Ameryki Południowej. Długość ciała ok. 26 m, wysokość ok. 15 m, masa ok. 80 t (kręgosłup - ok. 9 t). Jego szczątki (ok. 70% szkieletu) znaleziono w Argentynie (w prowincji Neuquén).